# Tigit (estat)
Tigit o Hsihkip és un petit estat subsidiari de Yawnghwe dins els estats Shan de l'Estat Shan de Myanmar. És al sud-oest de Taunggyi, capital de l'Estat Shan, prop de Heho, capital d'un altre estat; a l'oest té terres birmanes i al nord l'estat de Hsamongkham. Fundat el segle xvii i tributari del rei de Birmània, fou donat com a subsidiari a Yawnghwe (lleial als britànics) el 1886. El 1887 fou teatre d'una batalla entre els britànics i Sao Weng de Lawksawk, que s'oposava al protectorat.

## Myosa de Tigit[2]
- Hkun Chok
- Hkun Hpe
- Hkun Daw
- Maung Paw
- Maung Paik
- Hkun Hmom
- Hkam Lin (Regent) vers 1840
- Hkun Nyun vers 1845
- Twet Kye (Regent) fins a 1848
- Hkun Ywe 1848 - 1851
- Hkun Ton 1851 - 1862
- Son Hkun Hpon 1863 - 1870
- Maung Hnya 1870 - 1886